# Franziska von Hessen-Homburg

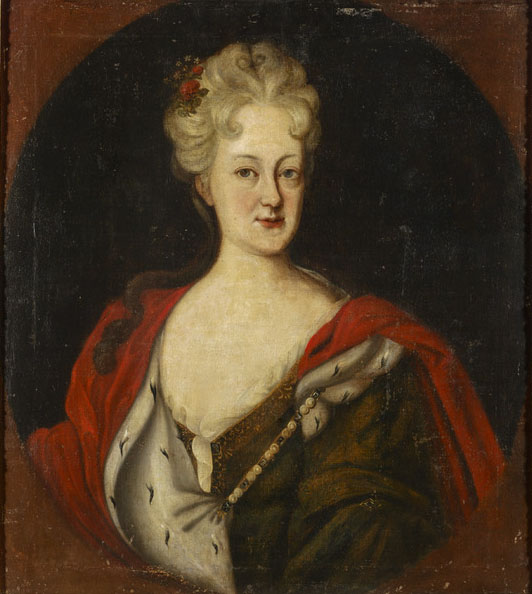
Franziska von Hessen-Homburg (1681–1707), Gemahlin des Fürsten Friedrich Wilhelm I. Adolf von Nassau-Siegen

Elisabeth Juliane Franziska von Hessen-Homburg (* 6. Januar 1681 in Weferlingen im Landkreis Börde; † 12. November 1707) war landgräfliche Prinzessin und durch Heirat Fürstin von Nassau-Siegen.

## Leben
Franziska war die Tochter des Landgrafen Friedrich II. von Hessen-Homburg und dessen Gemahlin Luise Elisabeth von Kurland. Am 7. Januar 1702 heiratete sie in Homburg vor der Höhe den Fürsten Friedrich Wilhelm I. Adolf (Nassau-Siegen). Aus der Ehe gingen die Kinder Charlotte Friederike (* 30. November 1702; † 22. Juli 1785, ⚭ I 1725 Fürst Leopold von Anhalt-Köthen (1694–1728), ⚭ II 1730 Graf Albrecht Wolfgang zu Schaumburg-Lippe (1699–1748)) und Friedrich Wilhelm II. (* 11. November 1706; † 2. März 1734, ⚭ 1728 Gräfin Sophie Polyxena zu Sayn-Wittgenstein-Hohenstein) hervor. Zwei Töchter starben im frühen Kindesalter. 
Franziska starb nach nur fünfjähriger Ehe. In der Predigt während der Beerdigungszeremonie zitierte der Pfarrer aus der Bibel den 2. Brief des Paulus an Timotheus, Verse 4,  7, und 8. Sie fand ihre letzte Ruhestätte in der Fürstengruft im Schloss Siegen.